# Autocom.dk
 Der er for få eller ingen kildehenvisninger i denne artikel, hvilket er et problem. Du kan hjælpe ved at angive troværdige kilder til de påstande, som fremføres i artiklen.

Autocom.dk er Danmarks første online auktion for køretøjer. På auktionen, der varer 24 timer, har private og bilforhandlere mulighed for at sælge deres køretøjer til højeste bud. Mindsteprisen sættes af sælger, og bilen sælges kun hvis en bilforhandler byder, hvad der svarer til mindsteprisen eller derover. Alle danske bilforhandlere kan byde på køretøjerne. 

## Historie
Autocom.dk blev grundlagt i 1996 af brødrene Peter og Martin Grøftehauge og deres far brugtbilforhandleren Niels Grøftehauge . Året efter blev den første version af Autocom’s auktionssystem lanceret, men kun få forhandlere var opkoblet et modem på det tidspunkt, og projektet blev derfor udskudt. 
I stedet udviklede Autocom prisberegningsværktøjet Autocom Prisberegning som et hjælpemiddel til landets brugtvognsforhandlere for bedre at vurdere prisen på et givent køretøj. Værktøjet blev lanceret i 1998, og størstedelen af brugtvognsforhandlerne tog hurtigt værktøjet til sig. 
I 1999 lanceredes hjemmesiden Bilpriser.dk, som siden har været Danmarks førende kilde til bilvurdering. 
I 2001 lanceredes Autocom’s online bilauktion igen, og dens succes tog hurtigt fart. Autocom har i dag 4.000 danske bilforhandlere tilmeldt auktionen, samt søsterselskaber rundt om i verden under navnet Autorola med i alt 70.000 tilmeldte forhandlere.

## Ledelse
Autocom.dk’s ledelse består i 2011 af Peter Grøftehauge, adm. direktør.
Bestyrelsen består af Claus Andresen Moltrup (bestyrelsesformand), Peter Grøftehauge samt Martin Grøftehauge .

## Ekstern henvisning
- Autocom’s hjemmeside